# Shintarō Hashimoto
Shintarō Hashimoto (Prefectura de Wakayama, 11 de mayo de 1892 – Estrecho de Malaca, Indonesia, 16 de mayo de 1945), fue un almirante de la Armada Imperial Japonesa. Durante la Segunda Guerra Mundial participó en la evacuación de la tropas japonesas tras la Batalla de Guadalcanal (Operación Ke). Falleció en la Batalla del Estrecho de Malaca el 16 de mayo de 1945, cuando el crucero pesado Haguro (1929) resultó hundido por una flotilla de destructores de la Marina Real británica.

## Biografía

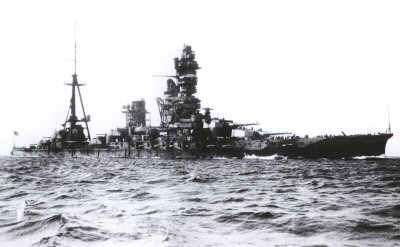
Acorazado Hyūga.

Realizó estudios en la Academia Naval Imperial Japonesa que finalizó en 1913. Fue ascendido a teniente en 1919. Tras graduarse en la Escuela de Guerra Naval (Japón)  fue ascendido a teniente comandante en 1924 y capitán en 1935. Con este grado estuvo al mando del crucero Chikuma entre 1939–1940 y el acorazado Hyūga entre 1940 y 1941.